# Gold Beach (Oregón)
Gold Beach es una ciudad ubicada en el condado de Curry, Oregón, Estados Unidos. Tiene una población estimada, a mediados de 2021, de 2365 habitantes.
Según el censo de 2020, en ese momento tenía una población de 2341 habitantes.
Es la sede del condado.

## Geografía
La ciudad está ubicada en las coordenadas 42°24′48″N 124°25′20″O / 42.41333, -124.42222 (42.413297, -124.422162).

## Historia
En 1851, cuando formaba parte del Territorio de Oregón, colonos llegados por la Senda de Oregón, encontraron yacimientos de oro en el río Rogue.

## Demografía
Según la Oficina del Censo, en 2000 los ingresos medios de los hogares de la localidad eran de $30,243 y los ingresos medios de las familias eran de $37,634. Los hombres tenían ingresos medios de $31,083 frente a $23,512 para las mujeres. Los ingresos per cápita para la localidad eran de $16,717. Alrededor del 12.4% de la población estaba por debajo del umbral de pobreza.
De acuerdo con la estimación 2016-2020 de la Oficina del Censo, los ingresos medios de los hogares de la localidad son de $43,856 y los ingresos medios de las familias son de $44,256. Alrededor del 17.6% de la población está por debajo del umbral de pobreza.